# Normal Magic
Normal Magic – pierwszy album studyjny brytyjskiego zespołu hip-hopowego Skill Mega. Wydawnictwo ukazało się 16 maja 2007 roku nakładem wytwórni muzycznej Asfalt Records. Nagrania zostały zarejestrowane w The Hanwell Boys Club przez Dana Fresha. Wszystkie utwory wyprodukował O.S.T.R., natomiast scratche wykonał Rod Dixon. Wśród gości na płycie znaleźli się m.in. Paul Gay, Rup The Cnut oraz See. Oprawę graficzną albumu wykonał Grzegorz "Forin" Piwnicki.

## Lista utworów
Opracowano na podstawie materiału źródłowego.
1. "Normal Magic" (produkcja: O.S.T.R.) - 1:39
2. "Throw Your Hands Up" (produkcja: O.S.T.R., gościnnie: Rup The Cnut) - 4:38
3. "Don't Look Down" (produkcja: O.S.T.R., gościnnie: Paul Gay, Rup The Cnut, See) - 3:59
4. "Skill Mega Disco" (produkcja: O.S.T.R., gościnnie: Amanda Stevens) - 4:07
5. "Let Me Down" (produkcja: O.S.T.R.) - 2:57
6. "RodMega" (produkcja: O.S.T.R.) - 2:09
7. "Breathe In (No Boundaries)" (produkcja: O.S.T.R.) - 4:19
8. "Late Shift" (produkcja: O.S.T.R.) - 4:30
9. "Giving Up The World" (produkcja: O.S.T.R.) - 3:22
10. "My Spot" (produkcja: O.S.T.R., gościnnie: Amanda Stevens) - 3:45
11. "Gardening (Remix)" (produkcja: O.S.T.R.) - 12:45